# 乌加布河

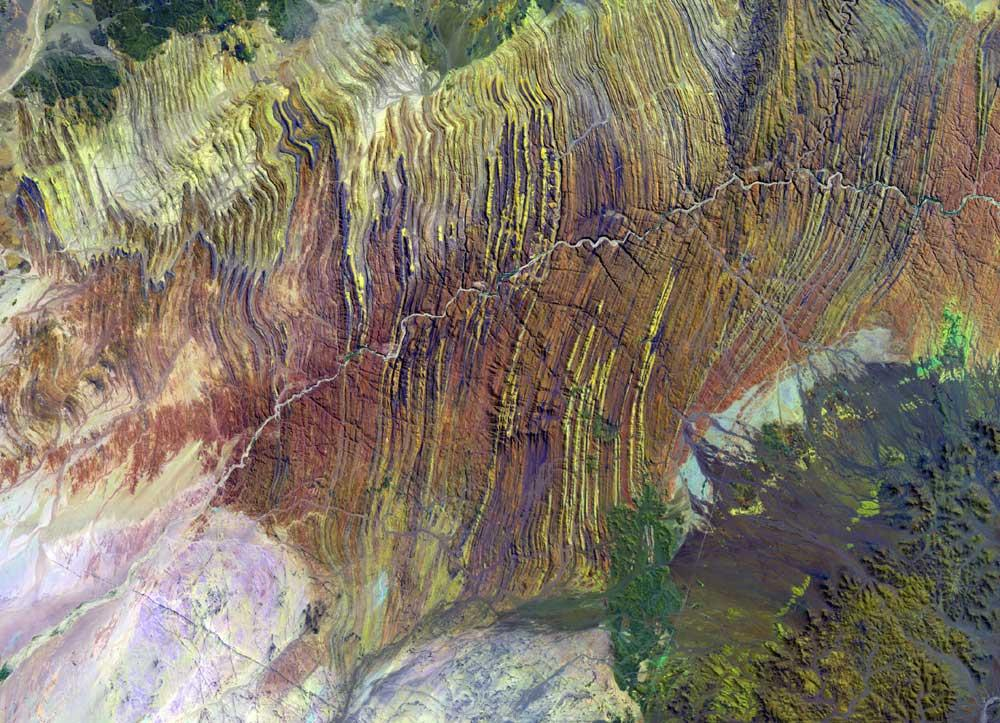
從太空俯望烏加河

烏加河（Ugab River）是納米比亞北部的季節河，河道全長接近500公里，每年只有數天在河床上流動。乾旱季節時地下水在部分地區形成的水窪，是達馬拉蘭的重要天然資源，為野生動物如大象、長頸鹿、斑馬和黑犀牛提供飲用水。由於擁有豐富的地下水供應，烏加河是納米比亞的重要河流。
21°11′S 13°37′E / 21.183°S 13.617°E